# Kirkhill
Kirkhill är en by i Highland i Skottland. Byn är belägen 16 km 
från Inverness. Orten har 730 invånare (2016).